# Оцеский, Ян
Ян Оце́ский (1501 — 12 мая 1563) — польский государственный деятель, секретарь короля Сигизмунда Старого (с 1544 года), референдарий великий коронный (с 1546), каштелян завихостский (с 1546) и бецкий (с 1547), гофмейстер королевы (с 1548), подканцлер коронный (1549—1552) и канцлер великий коронный (1552—1563), генеральный староста краковский (1553—1563). Дипломат, юрист, оратор и меценат.

## Биография
Представитель польского шляхетского рода Оцеских герба «Ястржембец». Сын Рафаила и Софии Оцеских. Родился в Оцешине. В 1516-1518 годах учился в Краковском академии, где стал бакалавром гуманитарных наук. Позднее находился в окружении канцлера великого коронного Кшиштофа Шидловецкого как придворный, затем секретарь — вращался среди людей высокой гуманистической культуры. Вскоре начал дипломатическую карьеру. Трижды ездил во главе польской делегации в Турцию (в 1531, 1533 и 1543 годах). В 1540 году проводил переговоры с императором Священной Римской империи Карлом V Габсбургом в отношении взаимодействия против турок-османов. В 1541 году возглавлял посольство в Рим, где речь шла о координации усилий внутри и за пределами страны с папой римским Павлом III.
В 1544 году Ян Оцеский становится секретарем короля, а в 1545 году назначается великим коронным референдарием. С 1546 года занимал должность каштеляна завихостского, а с 1547 года — каштелян бецкого. После смерти Сигизмунда I поддерживал королеву Бону в её внутренних интригах. Благодаря этому в 1550 году Оцеский становится подканцлером коронным, в 1552 году великим коронным канцлером. В 1553 году назначается генеральным старостой краковским. После того, как Бона Сфорца покинула страну, Ян Оцеский перешел на сторону Сигизмунда II. Поддерживал последнего во время сейма 1562—1563 годов.

## Важные произведения и труды
- Itinerarium podróży do Włoch z lat 1540—1541, autograf znajdował się w Bibliotece Poturzyckiej we Lwowie, rękopis nr 58; obszerne streszczenie ogł. K. Hartleb Jan z Ocieszyna Ocieski…, Lwów 1917; fragmenty (opis Florencji z 1541) przedr. W. Tomkiewicz «Pisarze polskiego Odrodzenia o sztuce», Wrocław 1955, Teksty Źródłowe do Dziejów Teorii Sztuki, t. 4
- Mowa na sejmie lubelskim 1544 (odpowiedź J. Tarnowskiemu), podał Ł. Górnicki Dzieje w Koronie Polskiej, Kraków 1637; przedr.: pt. «Mowa, czyli odpowiedź na mowę Jana z Tarnowa», Mowy wyborne z różnych polskich krasomówców dziejopisów wyjęte, Lublin 1759; K. Mecherzyński Historia wymowy w Polsce, t. 1, Kraków 1856, s. 408—409; A. Małecki Wybór mów staropolskich świeckich sejmowych i innych, Kraków 1860; wyd. krytyczne H. Barycz «Ł. Górnicki: Dzieje…», Wrocław 1950, Biblioteka Narodowa, seria I, nr 124, s. 85-86
- Mowy na sejmie warszawskim 1548, streszczenie i skróty z diariusza sejmowego ogł. J. U. Niemcewicz Zbiór pamiętników historycznych o dawnej Polszcze, t. 1, Warszawa 1822; także wyd. 2 Lipsk 1838
- Wypowiedź na sejmie 1556—1557, ogł. (z diariusza sejmu w Bibliotece Kórnickiej, sygn. 256 II, 130) S. Bodniak «Walka o interim na sejmie 1556/7 r.», Reformacja w Polsce 1928, s. 9 i odb. Kraków 1927
- Nauka o granicach (nieznane dzieło, zawierające doświadczenia prawnicze autora z dziedziny sporów ziemskich); wiad. (za J. Przerębskim) podał T. Czacki O litewskich i polskich prawach, t. 2, Warszawa 1801, s. 176, 180